# Fédération irlandaise de basket-ball
La Fédération irlandaise de basket-ball ou IB, (Basketball Ireland) est une association, fondée en 1946, chargée d'organiser, de diriger et de développer le basket-ball en Irlande.
L'IB représente le basket-ball auprès des pouvoirs publics ainsi qu'auprès des organismes sportifs nationaux et internationaux et, à ce titre, l'Irlande dans les compétitions internationales. Elle défend également les intérêts moraux et matériels du basket-ball irlandais. Elle est affiliée à la FIBA depuis 1946, ainsi qu'à la FIBA Europe.
L'IB organise également le championnat national.